# Sculture di sabbia
Il termine sculture di sabbia si utilizza generalmente per indicare opere, dalle più semplici alle più complesse, realizzate impiegando come materiali sabbia, acqua, colla.

## La sabbia
Il materiale utilizzato può essere sia semplice sabbia di mare impastata con acqua che sabbie di cava o di fiume (sempre sabbie naturali). Queste ultime sono perfette per la realizzazione di opere che possono durare anche anni (nella città di Minamisatsuma, Kagoshima, in Giappone c'è una scultura che ha 25 anni) perché contengono una piccola percentuale di limo (circa il 10%, sabbie debolmente limose) che funge da collante naturale. Un'altra caratteristica che rende una sabbia ottima per la realizzazione di queste opere è data dalla forma dei granelli che la compongono: una forma a spigoli vivi è l'ideale per garantire una perfetta coesione tra granelli. Per avere una semplice idea di ciò è sufficiente depositare due quantità uguali di sabbie diverse perfettamente asciutte e lavate su di una superficie liscia e notare il "cono" che queste producono. Un cono più alto è indice di una sabbia migliore.

## L'acqua
L'altro elemento indispensabile è l'acqua che può essere sia di mare che di fiume. Sfatiamo la leggenda che l'acqua di mare perché contenente sale sia migliore come legante, al contrario, per opere che devono resistere anche per mesi il sale presente all'interno dell'acqua di mare formerebbe col passare delle settimane delle inflorescenze biancastre sulla superficie della scultura. Il vero legante è dato dalle molecole d'acqua che essendo polari presentano una carica negativa e positiva, quindi queste molecole si comportano come vere e proprie calamite.
Chi volesse verificare questo con un semplice esperimento può prendere due bicchieri trasparenti, nel primo versare acqua e nel secondo benzina o alcol, con una matita creare un vortice nei due liquidi e notare che il vortice all'interno del bicchiere contenente l'alcol sarà più grande tanto da far fuoriuscire il liquido. La formazione di un vortice più grande è indice di una minor coesione tra molecole dell'alcol rispetto a quelle dell'acqua che, essendo polari esercitano una maggior attrazione tra di loro.

## La durata
Per sculture che devono durare il più possibile, appena ultimate si può spruzzare sulla superficie dell'opera con un nebulizzatore un velo di colla diluita con acqua. Questa operazione rende la superficie impermeabile e quindi trattiene l'umidità all'interno della scultura impedendo che questa si asciughi e quindi che crolli. Questa operazione è ottima per garantire una certa sicurezza soprattutto quando le sculture non sono riparate e quindi esposte al vento e al sole. La coesione dei granelli di sabbia è quindi affidata all'acqua che, come abbiamo visto prima è formata da molecole polari. Questa caratteristica permette di garantire un'ottima coesione anche con una minima quantità d'acqua, è sufficiente uno solo strato di molecole d'acqua tra i granelli di sabbia. Questo spiega il fatto che anche sculture che ad un'occhiata esterna ci appaiono bianche e completamente disidratate non crollino. La quantità enorme di acqua che si utilizza per la preparazione dell'impasto con la sabbia in realtà è superflua, serve esclusivamente per far sì che l'acqua si distribuisca omogeneamente su tutti i granelli di sabbia.

## Le tecniche di realizzazione
Possiamo individuare due tecniche base di costruzione: la prima consiste nell'ammucchiare "frittelle" di sabbia (negli USA vengono definite "polpette" di sabbia) una sull'altra, la seconda prevede l'uso di "casseforme" di legno o in plastica (tecnica desunta dall'edilizia per colare il cemento all'interno della cassaforma). Questi due metodi si utilizzano per ottenere un mucchio di sabbia ben compattato da cui ricavare la scultura. La prima è di più facile attuazione (si necessita semplicemente di un secchio e una paletta) mentre la seconda è più laboriosa ma consente opere notevolmente più ardite. Oltre a queste due tecniche per ammucchiare la sabbia, possiamo individuarne una terza, ideale per aggiungere piccoli elementi di dettaglio che per semplicità chiameremo tecnica di "montaggio". Con il "montaggio" si realizzano colonne, capitelli, merli o anche parti decorative di statue, tutti elementi realizzati vicino alla scultura e successivamente trasportati e montati su di essa..

## Gli strumenti
Si possono utilizzare mirette con punta in ferro per scolpire il legno o semplicemente coltellini di varie misure, ogni scultore della sabbia ha strumenti personalizzati che spesso realizza in proprio per specifiche esigenze.

## Castello di sabbia

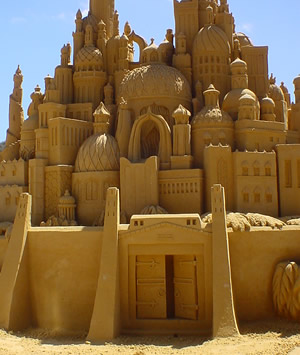
Un elaborato castello di sabbia alto circa 3 metri, realizzato in Australia

Il castello di sabbia è una costruzione che viene realizzata specialmente sugli arenili marini impastando sabbia con acqua, in modo da darle consistenza e forma. Naturalmente quando la sabbia si asciuga la struttura perde consistenza ed il castello rapidamente collassa. A volte il termine assume il carattere più generico di costruzione di sabbia, comprendendo anche sculture ed altre forme.
L'estrema labilità delle costruzioni di sabbia ha fatto sì che l'espressione  "castello di sabbia"  entrasse nel linguaggio comune per indicare, in senso lato, un'opera umana realizzata in modo assolutamente precario e poco duraturo.
La creazione di castelli di sabbia è uno dei più classici passatempi da spiaggia che coinvolge bambini di ogni età, molto spesso aiutati da adulti. Non di rado le opere raggiungono un elevato livello tecnico ed artistico, tanto che se ne organizzano addirittura competizioni pubbliche.
In alcune spiagge tedesche sono affissi cartelli di divieto di costruzione di castelli di sabbia, in quanto la tradizione tedesca concepisce i castelli di sabbia come recinzioni di dimensioni ragguardevoli del proprio posto in spiaggia.

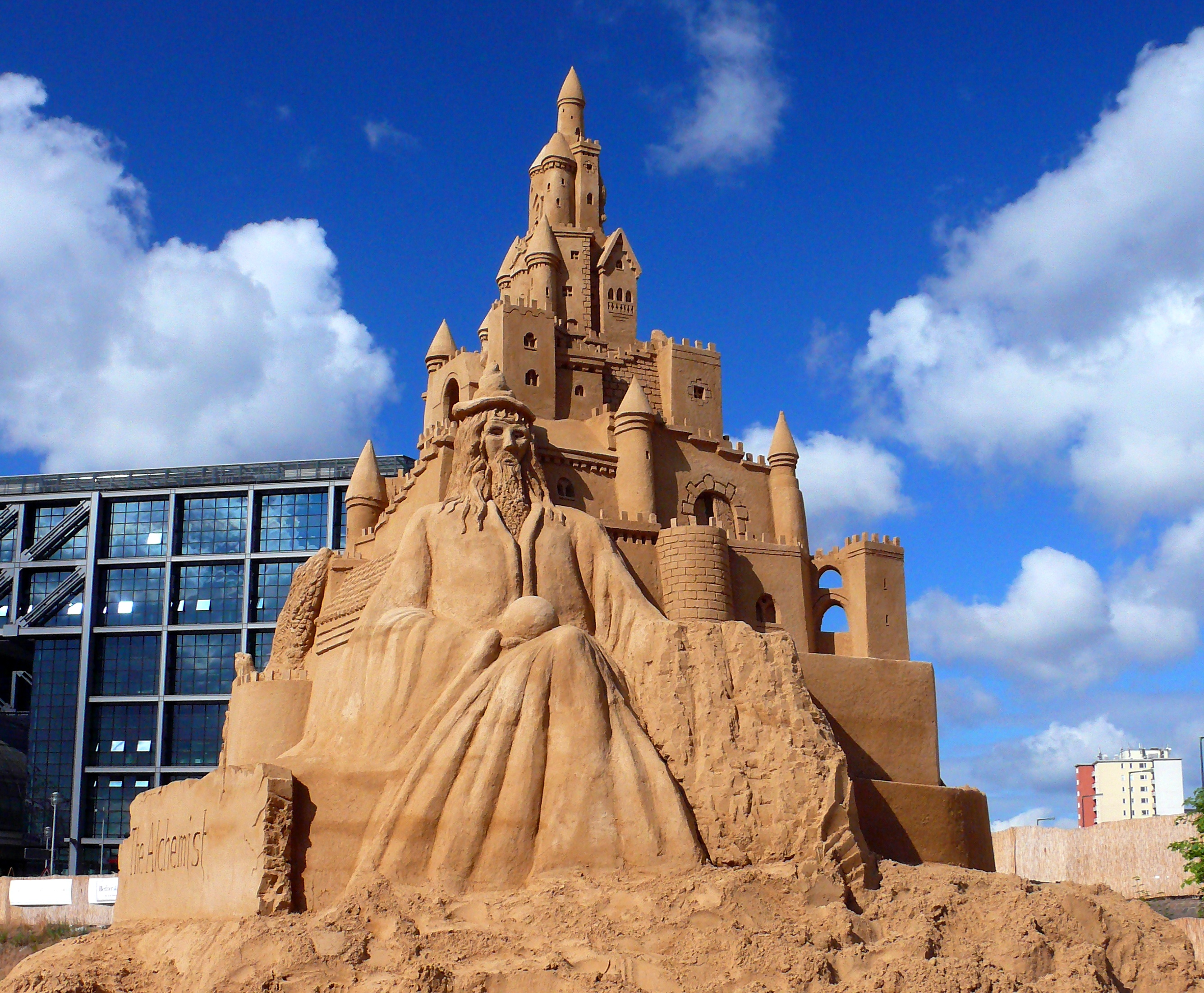
castello alto 6,20 metri realizzato a berlino al Sandsation 2008 dalla coppia italiana Sandytales

## Le maggiori gare e manifestazioni in Italia
- festival internazionale delle sculture di sabbia di Jesolo a Jesolo.

- L'Arena d'Arte  - Festival internazionale di sculture di sabbia. La manifestazione nasce nel 2008 e vanta il primato di essere stata la prima di questo genere nel centro-sud Italia. La sua peculiarità è che le tematiche scelte per la realizzazione delle opere sono sempre legate alla storia, alle tradizioni ed alla cultura del territorio Campano.

- Gara internazionale di sculture e castelli di sabbia a Cervia (RA), nata nel 1998.

- Meraviglie di Sabbia - Marina di Pisticci (MT),a lla prima edizione che si è tenuta dal 25 luglio al 2 agosto 2008 hanno partecipato artisti come Lucinda Wierenga , Katsuhiko Chean e Leonardo Ugolini.

La seconda edizione dal 06 al 10 agosto 2009 sotto la direzione artistica di Leonardo Ugolini, ha visto, invece sfidarsi l'irlandese Fergus Mulvany e il russo Pavel Zadanjuk.

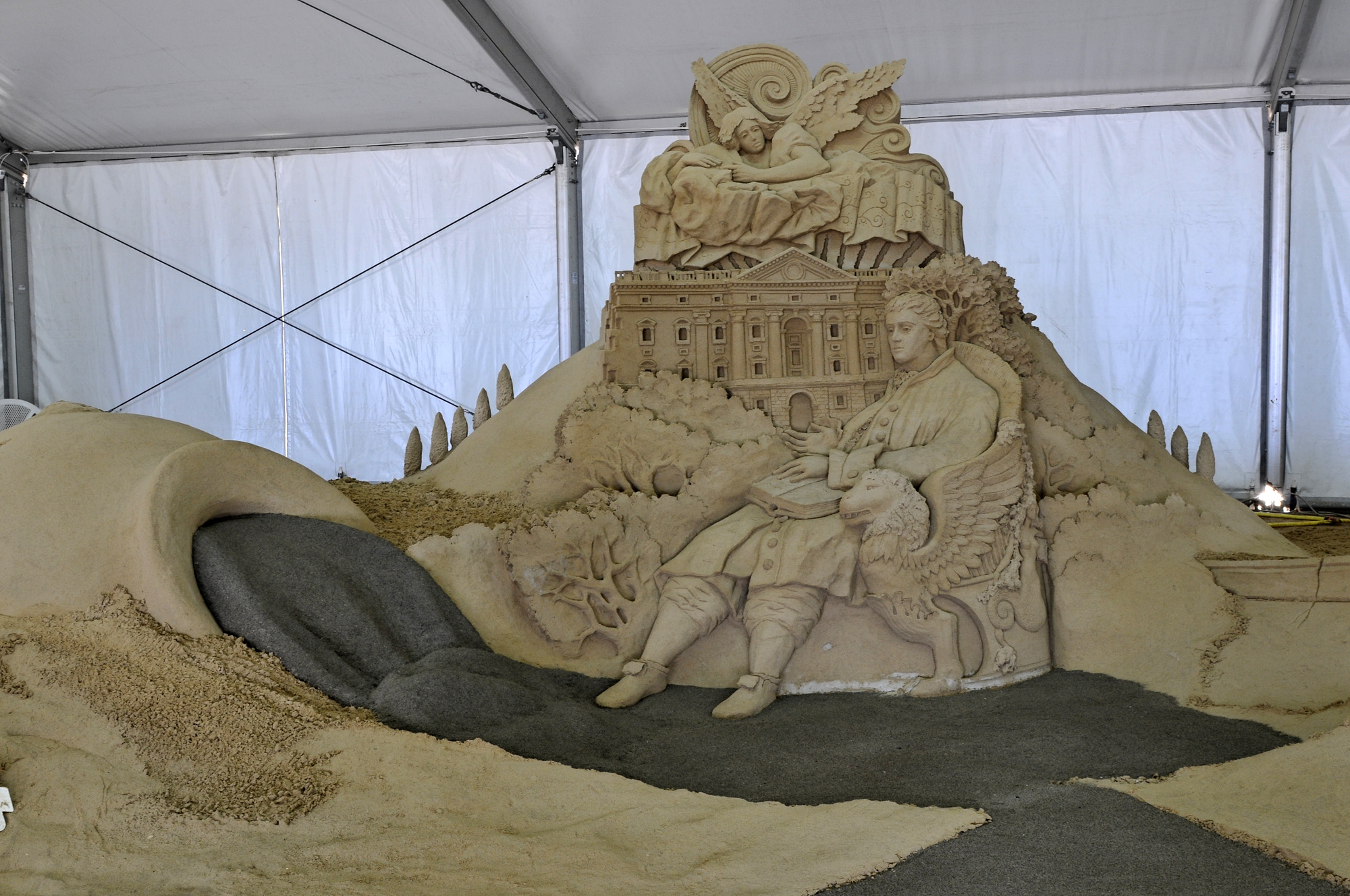
La reggia di Caserta e Vanvitelli.2008 Baia Domizia - L'Arena d'Arte.

- Grado incontra l'arte della sabbia - Grado (GO) si svolge nella terza settimana d'agosto.

- Alassio (SV) presenta i "Castelli di Sabbia", da XXXIV edizioni protagonisti di una gara che coinvolge l'intero litorale della Baia del Sole

### Gara internazionale di Jesolo
La prima manifestazione internazionale organizzata in Italia sulle sculture di sabbia è avvenuta sulla spiaggia di Jesolo nel mese di giugno 1998 (i partecipanti alla manifestazione furono: Silvia van Beusekom, Lucinda Wierenga, Richard Varano e Leonardo Ugolini).
Il festival internazionale delle sculture di sabbia di Jesolo interpreta ogni anno nei mesi di giugno e luglio un tema che l'amministrazione comunale indica agli artisti.
Nel 2004 la sabbia di Jesolo ha contribuito a ricreare i fasti dell'Antico Egitto. Nel 2005 l'evento è stato dedicato ai grandi film di Hollywood nel 2006 protagonista è stata l'Africa e l'ultima edizione ha visto rappresentata l'epopea del West, con un particolare cenno a Tex Willer.
Il tema del 2013 è vario: le opere maggiori riguardano infatti templi Maya, squali arenati e laghi "ghiacciati" (è l'acqua dal color biancastro a creare tale effetto). Oltre al festival estivo Jesolo propone anche un presepe monumentale in sabbia che ha già raggiunto la quinta edizione.

### L'Arena d'Arte
Anche per L'Arena d'Arte, la manifestazione realizzata a Baia Domizia in provincia di Caserta, ogni anno viene scelto un tema legato al territorio campano, in particolare alla storia ed alla cultura locale: nel 2008 i monumenti ed i personaggi della provincia di Caserta, nel 2009 di scena i miti, le fiabe e le leggende campane.

## I presepi di sabbia
Diverse città organizzano presepi di sabbia in periodo natalizio:
- Salerno (SA), ente promotore Comune di Salerno con la realizzazione della Compagnia della Sabbia - nell'ambito della manifestazione di Luci d'artista.
- Tricesimo (UD), Organizzato dal comitato festeggiamenti di San Pelagio realizzato all'interno della omonima chiesa cinquecentesca dalla coppia Francesca Cosmi e Walter Fantino in arte "Sandytales".
- Jesolo (VE), ente promotore Comune di Jesolo.
- Cesena (FC), promotore Comune di Cesena.
- Rimini, Comitato Turistico Torre Pedrera Rimini.
- Bellaria Igea Marina, Organizzato da Associazione Viv'Igea con Fondazione Verdeblu e Assessorato Cultura e Turismo del Comune di Bellaria Igea Marina
- Brisighella, promotore Ass. "la tua mano per la Pace"
- Roma (Monte Porzio Catone), promotore Ass. "Amici del Presepe"
- Grado (GO),"Babbo Natale arriva dal mare" Organizzato dal Comune di grado con la direzione artistica di Francesca Cosmi e Walter Fantino

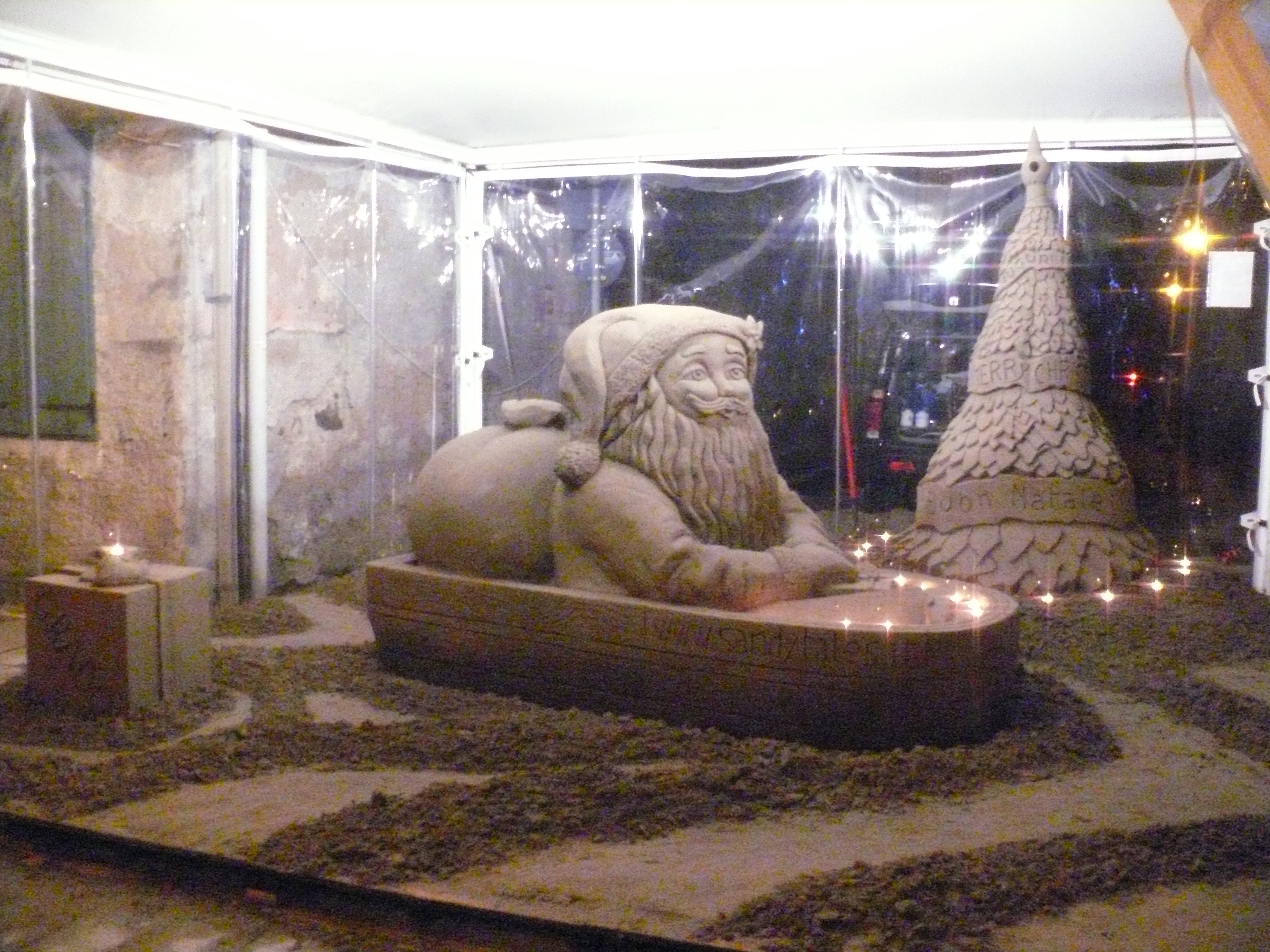
Albero natalizio e babbo natale in barca a Grado (GO) 2008

### Presepe di sabbia di Jesolo
A Jesolo il Presepe di sabbia ha luogo dal Natale 2002, sulla scia del successo ottenuto dal Festival Internazionale delle Sculture di Sabbia. La manifestazione è organizzata dal Comune di Jesolo con la direzione artistica del pluri-premiato campione del mondo Richard Varano.
Dal dicembre 2004 il Presepe di Sabbia e il Festival Internazionale Sculture di Sabbia di Jesolo sono collegati a progetti di solidarietà, trasformando un evento d'intrattenimento in una mano tesa che offre un aiuto concreto a chi è meno fortunato, come i bambini della scuola di Beslan (Russia) colpiti dal terribile attacco terroristico. Per tale occasione i tre scultori russi (Vladimir Kuraev, Alexey Diakov e Pavel Zadanyuk) hanno realizzato una scultura dedicata a Beslan: un grande angelo che regge tra le braccia una bambina morente.

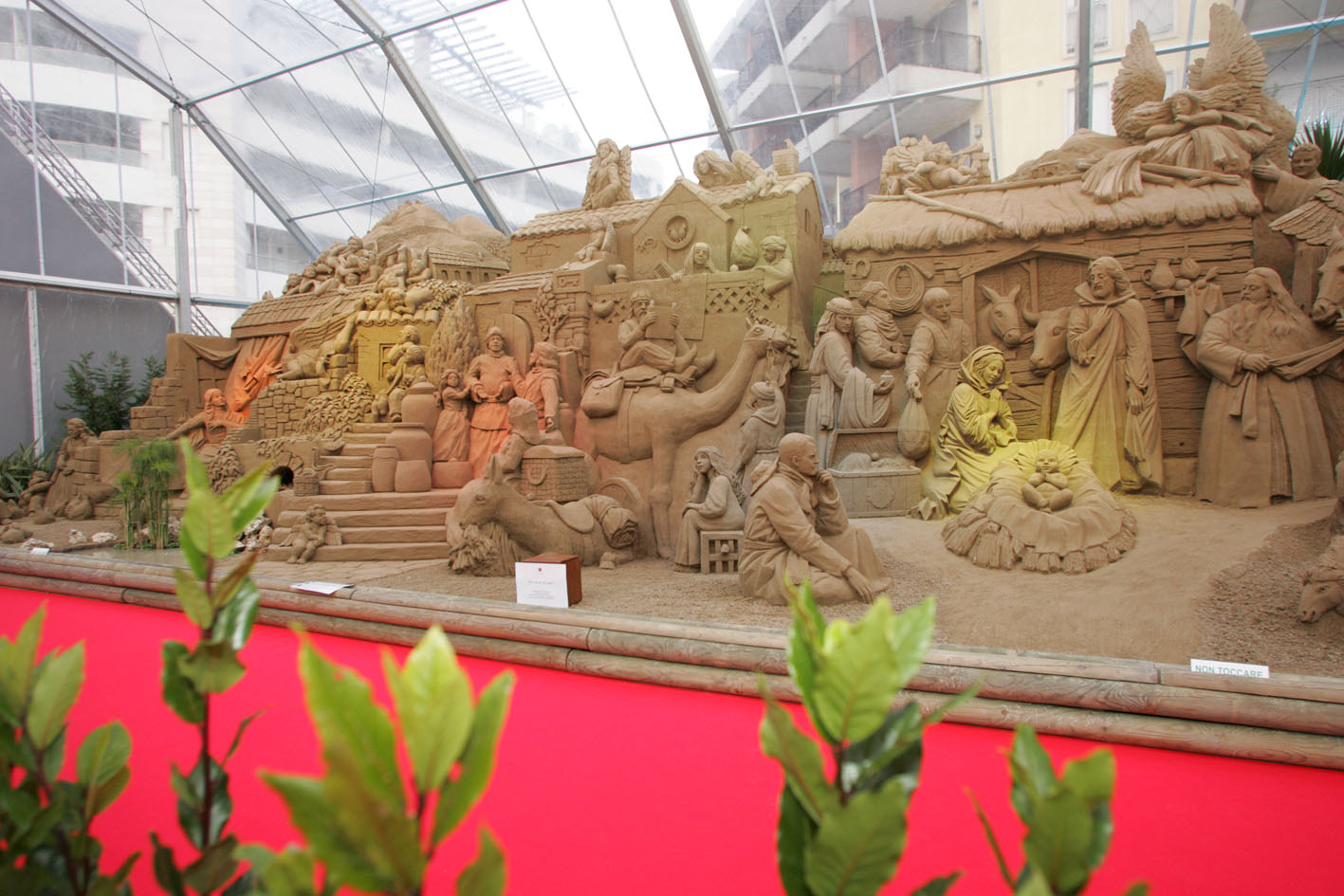
Presepe di Sabbia 2005. Jesolo

L'edizione 2005 viene ricordata per la sua maestosità: 800 tonnellate di sabbia lavorate da 11 artisti per un'unica scultura alta 6 metri e lunga 20. I fondi raccolti nel 2005 sono stati destinati agli orfani thailandesi dello tsunami assistiti nella “Casa degli Angeli”, realizzata alla periferia di Bangkok dalla Caritas di Venezia.

### Gli Angeli della sabbia - Presepe di sabbia di Bellaria Igea Marina
Il presepe di sabbia di Bellaria Igea Marina rientra in un più ampio progetto, Presepi in Riviera, un itinerario di presepi che collegano Rimini a Marina di Ravenna neanche alle porte dell'inverno. Nel periodo di Natale, dai primi giorni del mese di dicembre fino all'Epifania, la spiaggia di Bellaria Igea Marina, diventa la cornice di una suggestiva interpretazione della Natività. Artisti internazionali provenienti dalle più svariate parti del mondo trasformano enormi montagne di sabbia umida in grandi statue scolpite a grandezza naturale e paesaggi mozzafiato.

## Campionato del mondo
Il campionato del mondo di sculture e castelli di sabbia si disputa ogni anno a settembre a Harrison Hot Springs, Vancouver, Canada.